# Poul Nyrup Rasmussen
Poul Oluf Nyrup Rasmussen (* 15. června 1943, Esbjerg) je dánský sociálnědemokratický politik. V letech 1993–2001 byl premiérem Dánska. Předsedou dánské sociálnědemokratické strany (Socialdemokraterne) byl v letech 1992–2002. Posléze se stal předsedou Strany evropských socialistů (2004–2011). V letech 2004–2009 byl poslancem Evropského parlamentu.
Vystudoval ekonomii na Kodaňské univerzitě. Během svého premiérského mandátu provedl nejrozsáhlejší privatizaci v dějinách Dánska. Během jeho vedení Dánsko jako první stát v Evropě schválil v referendu Amsterdamskou smlouvu, roku 2000 se však Rasmussenovi nepodařilo přesvědčit Dány k vyslovení "ano" pro přijetí eura.